# Liste des ministres soviétiques chargés des affaires étrangères
Cette page dresse la liste des ministres chargés des affaires étrangères en Union des républiques socialistes soviétiques, de la révolution d'Octobre (1917) à la disparition de l’URSS (1991), officiant au ministère des Affaires étrangères.
Après la révolution d'Octobre qui porte les bolcheviks au pouvoir en Russie, Lénine forme son gouvernement, le Sovnarkom, dont les membres prennent le titre de commissaires du peuple. Le ministre chargé de la politique extérieure prend le titre de commissaire du peuple aux Affaires étrangères.
Ce titre est porté jusqu’en 1945, date à laquelle Staline décide de rétablir le titre de ministre, et le commissaire du peuple aux Affaires étrangères devient ministre des Affaires étrangères.
| Nom                           | Dates   | Dates   |
| ----------------------------- | ------- | ------- |
| Russie soviétique (1917–1922) |         |         |
| Léon Trotski                  | 11/1917 | 03/1918 |
| Gueorgui Tchitcherine         | 1918    | 1922    |
| Union soviétique (1922–1991)  |         |         |
| Gueorgui Tchitcherine         | 1922    | 1930    |
| Maxime Litvinov               | 1930    | 1939    |
| Viatcheslav Molotov           | 1939    | 1949    |
| Andreï Vychinski              | 1949    | 1953    |
| Viatcheslav Molotov           | 1953    | 1956    |
| Dmitri Chepilov               | 06/1956 | 02/1957 |
| Andreï Gromyko                | 1957    | 1985    |
| Edouard Chevardnadze          | 1985    | 1991    |
| Alexandre Bessmertnykh        | 1991    | 1991    |
| Boris Pankine                 | 1991    | 1991    |